# Quibla

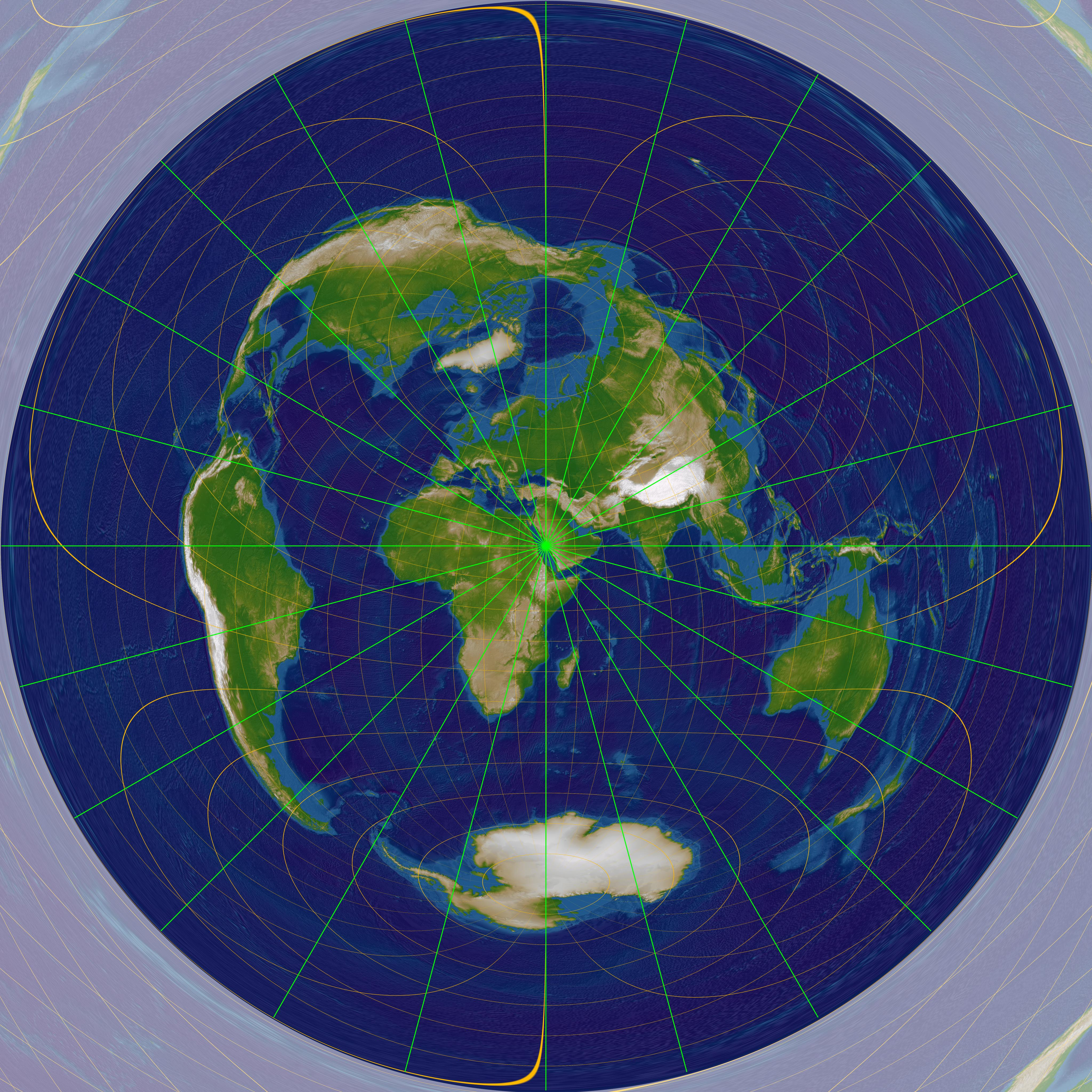
Quibla

Quibla (em árabe: القبلة; romaniz.: al-qibla) é a palavra genérica para direção. No Islão é definido como a direção da Caaba em Meca para onde devem ser dirigidas as orações. Em cada mesquita existe um lugar que indica a direção da quibla chamado mirabe.

## Cálculo da quibla
O cálculo da quibla pode ser feito de duas maneiras diferentes:
1. Pelo método do Grande Círculo ou Ortodrómia, que calcula a menor distância entre o lugar onde a pessoa está e a Caaba em Meca.
2. Pela Loxodrómia, que é a direção que cruza todos os meridianos com o mesmo ângulo.

Na determinação da quibla com uma bússola deve-se levar em consideração a declinação magnética do local.

### Determinação exata
Sendo as coordenadas geográficas do lugar de oração φ1, λ1 e sendo as coordenadas da Caaba φ2, λ2, a seguinte expressão trigonométrica calcula o azimute da Quibla em coordenadas horizontais do lugar de oração:
sen φ1 cos (λ2 − λ1) = cos φ1 tan φ2 + sen (λ2 − λ1)  cot αQ
As coordenadas de Meca aplicáveis a esta fórmula são latitude φ2 = 21° 27' 00" N e longitude λ2 = 39° 49' 00" E.